# Calamosaurus
Calamosaurus là một chi khủng long, được Lydekker mô tả khoa học năm 1891.